# Ознака Макгіна-Вайта
Ознака Макгіна-Вайта (ознака S1Q3T3) — характерні зміни ЕКГ, що виникають внаслідок перевантаження правих відділів серця, зокрема під час розвитку тромбоемболії легеневої артерії.

## Епонім
Назва походить від імен американських кардіологів — Сільвестра Макгіна (англ. Sylvester McGinn) та Пола Дадлі Вайта (англ. Paul Dudley White), які в 1935 році вперше описали дані зміни у пацієнтів з гострою тромбоемболією легеневих артерій.

## ЕКГ картина
Зміни на ЕКГ при тромбоемболії легеневої артерії характеризуються появою зубця Q в III стандартному відведенні з одночасним збільшенням амплітуди зубця S у I стандартному відведенні та інверсією зубця T у III стандартному відведенні.